# «Новосибирск» в сезоне 2015/2016
БК Новосибирск в сезоне 2015/2016 — статистика выступлений и деятельность клуба в Суперлиге чемпионата России в сезоне 2015/16.

## Итоги прошедшего сезона (2014/2015)
Сезон стал самым успешным для новосибирского мужского баскетбола. БК Новосибирск оформил «золотой дубль», сначала команда выиграла Кубок России, победив в финальном матче московское «Динамо» — 81:78. Победа в Кубке России дало право выступить в Кубке вызова ФИБА. Затем, выиграв финальную серию 3-0 у Спартака-Приморье, новосибирские баскетболисты стали обладателями золотых медалей Суперлиги и получили право заявиться в Единую лигу ВТБ. 
По окончании сезона РФБ назвала лучших игроков Суперлиги, разыгрывающий Сергей Токарев был признан самым ценным игроком турнира, а Юре Шкифич лучшим лёгким форвардом.

## Хронология событий
- 19 июля 2015 г. Совет Единой лиги ВТБ принял решение о составе участников чемпионата 2015-2016 годов. БК Новосибирск не сумел попасть в лигу по итогам проверки и рассмотрения заявок. Основные претензии были по площадке, на которой проходят встречи – спорткомплекс «Север» не отвечает требованиям организаторов турнира[2].

- 1 августа — 6 сентября 2015 г. Прошёл учебно-тренировочный сбор в Новосибирске.

- 3 августа 2015 г. Клуб отправил открытые письма в адрес президента РФБ Юлии Аникеевой и исполнительного директора ФИБА Европа Камиля Новака с просьбой о внесении команды в заявку розыгрыша Кубка Европы ФИБА, как победителя кубка России[3].

- 5 августа 2015 г. ФИБА Европа отказала клубу в участии розыгрыша Кубка Европы ФИБА, сославшись на то, что в данном турнире должны участвовать только клубы, представляющие высшие дивизионы чемпионатов европейских стран[4].

- 11 — 22 сентября 2015 г. БК «Новосибирск» проводил учебно-тренировочный сбор в черногорском Герцег Нови, где команда сыграла 6 игр: «Леотар» — 84:79 (Шатохин 18 оч.), «Струга Македония» — 81:68 (Новиков 16 оч.), «Сутьеска» — 89:88 (Захаров 23 оч.), «Ловчен» — 82:59 (Захаров 19 оч.), «Морнар» — 72:59 (Подкользин 17 оч.), «Баскими» — 72:55 (Захаров 15 оч.).

- 1 января 2016 г. В клуб из «Самары» пришёл центровой Алексей Курцевич. В аренду до конца сезона в команду «Купол-Родники» направлен центровой Сергей Болотских.

- 1 февраля 2016 г. БК «Новосибирск» подписал контракт с бывшим форвардом БК «Тамбов» Иваном Косулиным.

- 28 апреля 2016 г. «Новосибирск» завершил сезон, выиграв в двухматчевом противостоянии 5-е место у «Спартака-Приморье». Итоговый результат в Суперлиге 1 чемпионата России 2015/16 — 5-е место.

- 7 мая 2016 г. РФБ назвала лучших игроков сезона-2015/16, из них Юре Шкифич был признан лучшим тяжёлым форвардом[5].

## Трансферная политика

### Пришли
| Поз.      | Игрок           | Прежний клуб       |
| --------- | --------------- | ------------------ |
| Форвард   | Андрей Дружинин | Новосибирск (юн.)  |
| Форвард   | Максим Захаров  | Университет-Югра   |
| Форвард   | Артем Степанцов | Новосибирск (юн.)  |
| Центровой | Максим Войтов   | Локомотив-Кубань-2 |

### Ушли
| Поз.     | Игрок              | Прежний клуб         |
| -------- | ------------------ | -------------------- |
| Форвард  | Матвей Конобеев    | Магнитка-Университет |
| Защитник | Андрей Ендропов    | Завершил карьеру     |
| Защитник | Игорь Смыгин       | ПСК Сахалин          |
| Защитник | Павел Александров  | ТЕМП-СУМЗ-УГМК       |
| Защитник | Александр Анисимов | Иркут                |

## Чемпионат России

### Регулярный сезон

#### 1 тур
| 12 октября 2015 года 16:30MSK | Отчёт | БК Новосибирск                                        | 71 : 65  | ПАРМА        | СКК «Север», Новосибирск |
| 12 октября 2015 года 16:30MSK | Отчёт | 13:18, 20:11, 18:14, 20:22                            |          |              | СКК «Север», Новосибирск |
| 12 октября 2015 года 16:30MSK | Отчёт | Захаров (15), Токарев (13), Шкифич (13), Новиков (11) | Очки     | Винник (24)  | СКК «Север», Новосибирск |
| 12 октября 2015 года 16:30MSK | Отчёт | Подкользин (13), Шкифич (7)                           | Подборы  | Бревнов (8)  | СКК «Север», Новосибирск |
| 12 октября 2015 года 16:30MSK | Отчёт | Токарев (4)                                           | Передачи | 3 игрока (3) | СКК «Север», Новосибирск |

#### 2 тур
| 14 октября 2015 года 17:00MSK | Отчёт | БК Новосибирск                                                         | 87 : 64  | Купол-Родники          | СКК «Север», Новосибирск |
| 14 октября 2015 года 17:00MSK | Отчёт | 19:15, 22:17, 16:16, 30:16                                             |          |                        | СКК «Север», Новосибирск |
| 14 октября 2015 года 17:00MSK | Отчёт | Подкользин (23), Шкифич (16), Новиков (13), Токарев (10), Захаров (10) | Очки     | Белов (13)             | СКК «Север», Новосибирск |
| 14 октября 2015 года 17:00MSK | Отчёт | Шкифич (13), Подкользин (8)                                            | Подборы  | Белов (7), Цветков (7) | СКК «Север», Новосибирск |
| 14 октября 2015 года 17:00MSK | Отчёт | Новиков (4)                                                            | Передачи | Андреев (6)            | СКК «Север», Новосибирск |

#### 3 тур
| 20 октября 2015 года 18:00MSK | Отчёт | Самара                     | 75 : 67  | БК Новосибирск                        | МТЛ «Арена», Самара |
| 20 октября 2015 года 18:00MSK | Отчёт | 26:16, 16:16, 19:18, 14:17 |          |                                       | МТЛ «Арена», Самара |
| 20 октября 2015 года 18:00MSK | Отчёт | Артешин (14)               | Очки     | Захаров (25), Ионов (11), Токарев (9) | МТЛ «Арена», Самара |
| 20 октября 2015 года 18:00MSK | Отчёт | Кривошеев (10)             | Подборы  | Шкифич (6)                            | МТЛ «Арена», Самара |
| 20 октября 2015 года 18:00MSK | Отчёт | Кирьянов (4)               | Передачи | 3 игрока (2)                          | МТЛ «Арена», Самара |

#### 4 тур
| 23 октября 2015 года 18:00MSK | Отчёт | Химки-Подмосковье          | 62 : 74  | БК Новосибирск                            | БЦ МО, Химки |
| 23 октября 2015 года 18:00MSK | Отчёт | 22:26, 11:13, 12:21, 17:14 |          |                                           | БЦ МО, Химки |
| 23 октября 2015 года 18:00MSK | Отчёт | Левшин (14)                | Очки     | Шкифич (26), Токарев (13), Подкользин (9) | БЦ МО, Химки |
| 23 октября 2015 года 18:00MSK | Отчёт | Патеев (11)                | Подборы  | Шкифич (8), Подкользин (6), Ионов (6)     | БЦ МО, Химки |
| 23 октября 2015 года 18:00MSK | Отчёт | Якушин (4)                 | Передачи | Захаров (4), Токарев (4)                  | БЦ МО, Химки |

#### 5 тур
| 9 ноября 2015 года 14:00MSK | Отчёт | Иркут                      | 54 : 68  | БК Новосибирск                          | Дворец спорта «Труд», Иркутск |
| 9 ноября 2015 года 14:00MSK | Отчёт | 17:20, 11:10, 13:20, 13:18 |          |                                         | Дворец спорта «Труд», Иркутск |
| 9 ноября 2015 года 14:00MSK | Отчёт | Абдеев (18)                | Очки     | Захаров (24), Шкифич (14), Токарев (13) | Дворец спорта «Труд», Иркутск |
| 9 ноября 2015 года 14:00MSK | Отчёт | Черныш (7), Кашин (7)      | Подборы  | Шкифич (11), Болотских (10)             | Дворец спорта «Труд», Иркутск |
| 9 ноября 2015 года 14:00MSK | Отчёт | Кашин (6)                  | Передачи | Шкифич (3), Новиков (3)                 | Дворец спорта «Труд», Иркутск |

#### 6 тур
| 17 ноября 2015 года 17:00MSK | Отчёт | БК Новосибирск                                        | 78 : 67  | МБА                   | СКК «Север», Новосибирск |
| 17 ноября 2015 года 17:00MSK | Отчёт | 12:20, 22:16, 20:13, 24:18                            |          |                       | СКК «Север», Новосибирск |
| 17 ноября 2015 года 17:00MSK | Отчёт | Шкифич (24), Захаров (17), Токарев (15), Новиков (14) | Очки     | Тихонин (14)          | СКК «Север», Новосибирск |
| 17 ноября 2015 года 17:00MSK | Отчёт | Шкифич (12), Болотских (12)                           | Подборы  | Тихонин (7)           | СКК «Север», Новосибирск |
| 17 ноября 2015 года 17:00MSK | Отчёт | Токарев (4)                                           | Передачи | Бычков (3), Сопин (3) | СКК «Север», Новосибирск |

#### 7 тур
| 20 ноября 2015 года 17:00MSK | Отчёт | БК Новосибирск                                        | 76 : 74  | Университет-Югра          | СКК «Север», Новосибирск |
| 20 ноября 2015 года 17:00MSK | Отчёт | 17:19, 16:20, 23:15, 20:20                            |          |                           | СКК «Север», Новосибирск |
| 20 ноября 2015 года 17:00MSK | Отчёт | Шкифич (18), Новиков (16), Токарев (12), Захаров (11) | Очки     | Лепоевич (19)             | СКК «Север», Новосибирск |
| 20 ноября 2015 года 17:00MSK | Отчёт | Шкифич (10), Ионов (7)                                | Подборы  | Савенков (10)             | СКК «Север», Новосибирск |
| 20 ноября 2015 года 17:00MSK | Отчёт | Токарев (7)                                           | Передачи | Лепоевич (4), Буренко (4) | СКК «Север», Новосибирск |

#### 8 тур
| 1 декабря 2015 года 17:10MSK | Отчёт | Урал                        | 55 : 71  | БК Новосибирск                         | ДИВС, Екатеринбург |
| 1 декабря 2015 года 17:10MSK | Отчёт | 14:21, 10:17, 14:13, 17:20  |          |                                        | ДИВС, Екатеринбург |
| 1 декабря 2015 года 17:10MSK | Отчёт | Карпеко (12), Соловьев (12) | Очки     | Захаров (23), Токарев (12), Шкифич (9) | ДИВС, Екатеринбург |
| 1 декабря 2015 года 17:10MSK | Отчёт | Ганькевич (9)               | Подборы  | Шкифич (8), Помогалов (6)              | ДИВС, Екатеринбург |
| 1 декабря 2015 года 17:10MSK | Отчёт | 3 игрока (2)                | Передачи | 3 игрока (4)                           | ДИВС, Екатеринбург |

#### 9 тур
| 4 декабря 2015 года 16:00MSK | Отчёт | ТЕМП-СУМЗ-УГМК             | 74 : 64  | БК Новосибирск                          | ДС «Темп-СУМЗ», Ревда |
| 4 декабря 2015 года 16:00MSK | Отчёт | 18:19, 20:14, 16:21, 20:10 |          |                                         | ДС «Темп-СУМЗ», Ревда |
| 4 декабря 2015 года 16:00MSK | Отчёт | Глазунов (18)              | Очки     | Токарев (22), Новиков (12), Шкифич (12) | ДС «Темп-СУМЗ», Ревда |
| 4 декабря 2015 года 16:00MSK | Отчёт | Павлов (12)                | Подборы  | Шкифич (9), Ионов (9)                   | ДС «Темп-СУМЗ», Ревда |
| 4 декабря 2015 года 16:00MSK | Отчёт | Глазунов (5)               | Передачи | Шкифич (2), Токарев (2)                 | ДС «Темп-СУМЗ», Ревда |

#### 10 тур
| 10 декабря 2015 года 16:00MSK | Отчёт | БК Новосибирск                          | 71 : 72  | Рязань                     | СКК «Север», Новосибирск |
| 10 декабря 2015 года 16:00MSK | Отчёт | 22:15, 17:19, 15:21, 17:17              |          |                            | СКК «Север», Новосибирск |
| 10 декабря 2015 года 16:00MSK | Отчёт | Токарев (23), Шкифич (18), Захаров (14) | Очки     | Баринов (21), Карпеко (21) | СКК «Север», Новосибирск |
| 10 декабря 2015 года 16:00MSK | Отчёт | Шкифич (11), Токарев (7)                | Подборы  | Сыроватко (10)             | СКК «Север», Новосибирск |
| 10 декабря 2015 года 16:00MSK | Отчёт | Токарев (4)                             | Передачи | 3 игрока (3)               | СКК «Север», Новосибирск |

#### 11 тур
| 18 декабря 2015 года 16:00MSK | Отчёт | БК Новосибирск                                       | 76 : 91  | ПСК Сахалин                | СКК «Север», Новосибирск |
| 18 декабря 2015 года 16:00MSK | Отчёт | 13:24, 12:22, 21:17, 30:28                           |          |                            | СКК «Север», Новосибирск |
| 18 декабря 2015 года 16:00MSK | Отчёт | Шкифич (19), Макеев (15), Новиков (13), Захаров (12) | Очки     | Нестеров (17), Иванов (17) | СКК «Север», Новосибирск |
| 18 декабря 2015 года 16:00MSK | Отчёт | Шкифич (8), Захаров (8)                              | Подборы  | Гудумак (10)               | СКК «Север», Новосибирск |
| 18 декабря 2015 года 16:00MSK | Отчёт | Новиков (2), Захаров (2)                             | Передачи | Голяхов (5)                | СКК «Север», Новосибирск |

#### 12 тур
| 21 декабря 2015 года 16:00MSK | Отчёт | БК Новосибирск                                      | 85 : 83  | Спартак-Приморье | СКК «Север», Новосибирск |
| 21 декабря 2015 года 16:00MSK | Отчёт | 18:22, 18:31, 32:14, 17:16                          |          |                  | СКК «Север», Новосибирск |
| 21 декабря 2015 года 16:00MSK | Отчёт | Шкифич (22), Токарев (19), Ионов (14), Захаров (10) | Очки     | Ключников (17)   | СКК «Север», Новосибирск |
| 21 декабря 2015 года 16:00MSK | Отчёт | Шкифич (11), Токарев (6)                            | Подборы  | Гетманов (5)     | СКК «Север», Новосибирск |
| 21 декабря 2015 года 16:00MSK | Отчёт | Токарев (7)                                         | Передачи | Корчагин (7)     | СКК «Север», Новосибирск |

#### 13 тур
| 18 января 2016 года 16:00 MSK | Отчёт | БК Новосибирск                                           | 83 : 68  | Иркут      | СКК «Север», Новосибирск |
| 18 января 2016 года 16:00 MSK | Отчёт | 31:15, 20:9, 16:15, 16:29                                |          |            | СКК «Север», Новосибирск |
| 18 января 2016 года 16:00 MSK | Отчёт | Захаров (19), Подкользин (15), Токарев (13), Шкифич (11) | Очки     | Кашин (16) | СКК «Север», Новосибирск |
| 18 января 2016 года 16:00 MSK | Отчёт | Подкользин (11), Курцевич (8)                            | Подборы  | Черныш (8) | СКК «Север», Новосибирск |
| 18 января 2016 года 16:00 MSK | Отчёт | Токарев (5)                                              | Передачи | Кашин (4)  | СКК «Север», Новосибирск |

#### 14 тур
| 28 января 2016 года 16:00 MSK | Отчёт | Университет-Югра           | 66 : 67  | БК Новосибирск                          | СОК «Энергетик», Сургут |
| 28 января 2016 года 16:00 MSK | Отчёт | 16:20, 14:15, 15:15, 21:17 |          |                                         | СОК «Энергетик», Сургут |
| 28 января 2016 года 16:00 MSK | Отчёт | Лепоевич (23)              | Очки     | Захаров (16), Шкифич (15), Новиков (13) | СОК «Энергетик», Сургут |
| 28 января 2016 года 16:00 MSK | Отчёт | Лавников (7)               | Подборы  | Курцевич (13), Новиков (6)              | СОК «Энергетик», Сургут |
| 28 января 2016 года 16:00 MSK | Отчёт | Буренко (7)                | Передачи | Новиков (4), Токарев (4)                | СОК «Энергетик», Сургут |

#### 15 тур
| 31 января 2016 года 15:00 MSK | Отчёт | МБА                        | 80 : 67  | БК Новосибирск                                        | УСЗ «Дружба», Москва |
| 31 января 2016 года 15:00 MSK | Отчёт | 19:28, 14:10, 18:15, 29:14 |          |                                                       | УСЗ «Дружба», Москва |
| 31 января 2016 года 15:00 MSK | Отчёт | Сопин (20)                 | Очки     | Шкифич (15), Новиков (12), Захаров (10), Токарев (10) | УСЗ «Дружба», Москва |
| 31 января 2016 года 15:00 MSK | Отчёт | Ершков (11)                | Подборы  | Шкифич (8), Курцевич (7)                              | УСЗ «Дружба», Москва |
| 31 января 2016 года 15:00 MSK | Отчёт | Тихонин (3)                | Передачи | Токарев (2)                                           | УСЗ «Дружба», Москва |

#### 16 тур
| 5 февраля 2016 года 16:00MSK | Отчёт | БК Новосибирск                          | 79 : 49  | Химки-Подмосковье | СКК «Север», Новосибирск |
| 5 февраля 2016 года 16:00MSK | Отчёт | 23:12, 18:12, 22:12, 16:13              |          |                   | СКК «Север», Новосибирск |
| 5 февраля 2016 года 16:00MSK | Отчёт | Шкифич (14), Захаров (12), Токарев (11) | Очки     | Иванов (12)       | СКК «Север», Новосибирск |
| 5 февраля 2016 года 16:00MSK | Отчёт | Курцевич (9), Шкифич (7)                | Подборы  | Карпенков (8)     | СКК «Север», Новосибирск |
| 5 февраля 2016 года 16:00MSK | Отчёт | Шкифич (5), Токарев (5)                 | Передачи | Якушин (3)        | СКК «Север», Новосибирск |

#### 17 тур
| 8 февраля 2016 года 16:00 MSK | Отчёт | БК Новосибирск                                         | 71 : 69  | Самара                           | СКК «Север», Новосибирск |
| 8 февраля 2016 года 16:00 MSK | Отчёт | 19:20, 14:12, 21:19, 17:18                             |          |                                  | СКК «Север», Новосибирск |
| 8 февраля 2016 года 16:00 MSK | Отчёт | Токарев (21), Шкифич (12), Захаров (10), Курцевич (10) | Очки     | Кирьянов (11), Абдулбасиров (11) | СКК «Север», Новосибирск |
| 8 февраля 2016 года 16:00 MSK | Отчёт | Курцевич (11), Шкифич (7)                              | Подборы  | Торопов (10)                     | СКК «Север», Новосибирск |
| 8 февраля 2016 года 16:00 MSK | Отчёт | Новиков (4), Токарев (4)                               | Передачи | Варнаков (6)                     | СКК «Север», Новосибирск |

#### 18 тур
| 13 февраля 2016 года 15:30 MSK | Отчёт | ПАРМА                      | 79 : 80  | БК Новосибирск                                           | СК им. В.П. Сухарёва, Пермь |
| 13 февраля 2016 года 15:30 MSK | Отчёт | 15:26, 19:21, 19:13, 26:20 |          |                                                          | СК им. В.П. Сухарёва, Пермь |
| 13 февраля 2016 года 15:30 MSK | Отчёт | Буланов (25)               | Очки     | Новиков (17), Шкифич (16), Захаров (16), Подкользин (11) | СК им. В.П. Сухарёва, Пермь |
| 13 февраля 2016 года 15:30 MSK | Отчёт | Жмако (8)                  | Подборы  | Шкифич (7), Захаров (6)                                  | СК им. В.П. Сухарёва, Пермь |
| 13 февраля 2016 года 15:30 MSK | Отчёт | Чернов (4)                 | Передачи | Новиков (7)                                              | СК им. В.П. Сухарёва, Пермь |

#### 19 тур
| 16 февраля 2016 года 18:00 MSK | Отчёт | Купол-Родники              | 79 : 96  | БК Новосибирск                                           | СК ИГМА, Ижевск |
| 16 февраля 2016 года 18:00 MSK | Отчёт | 20:27, 17:25, 17:23, 25:21 |          |                                                          | СК ИГМА, Ижевск |
| 16 февраля 2016 года 18:00 MSK | Отчёт | Петухов (18)               | Очки     | Захаров (17), Шкифич (16), Токарев (15), Подкользин (11) | СК ИГМА, Ижевск |
| 16 февраля 2016 года 18:00 MSK | Отчёт | Петухов (9)                | Подборы  | Шкифич (17), Курцевич (9)                                | СК ИГМА, Ижевск |
| 16 февраля 2016 года 18:00 MSK | Отчёт | Кузнецов (6)               | Передачи | Новиков (8), Шкифич (6)                                  | СК ИГМА, Ижевск |

#### 20 тур
| 27 февраля 2016 года 14:00MSK | Отчёт | БК Новосибирск                                            | 72 : 68  | Урал                      | СКК «Север», Новосибирск |
| 27 февраля 2016 года 14:00MSK | Отчёт | 17:15, 11:17, 23:15, 21:21                                |          |                           | СКК «Север», Новосибирск |
| 27 февраля 2016 года 14:00MSK | Отчёт | Курцевич (22), Токарев (12), Шкифич (11), Подкользин (11) | Очки     | Мартынов (19)             | СКК «Север», Новосибирск |
| 27 февраля 2016 года 14:00MSK | Отчёт | Курцевич (7), Токарев (7), Новиков (7)                    | Подборы  | Мартынов (6), Карпеко (6) | СКК «Север», Новосибирск |
| 27 февраля 2016 года 14:00MSK | Отчёт | Токарев (6)                                               | Передачи | Комолов (5)               | СКК «Север», Новосибирск |

#### 21 тур
| 1 марта 2016 года 17:00MSK | Отчёт | БК Новосибирск                         | 86 : 78  | ТЕМП-СУМЗ-УГМК | СКК «Север», Новосибирск |
| 1 марта 2016 года 17:00MSK | Отчёт | 13:17, 26:9, 21:22, 26:30              |          |                | СКК «Север», Новосибирск |
| 1 марта 2016 года 17:00MSK | Отчёт | Макеев (25), Токарев (18), Шкифич (13) | Очки     | Качанко (24)   | СКК «Север», Новосибирск |
| 1 марта 2016 года 17:00MSK | Отчёт | Макеев (8), Шкифич (8), Подкользин (8) | Подборы  | Караулов (13)  | СКК «Север», Новосибирск |
| 1 марта 2016 года 17:00MSK | Отчёт | Токарев (7)                            | Передачи | Глазунов (5)   | СКК «Север», Новосибирск |

#### 22 тур
| 15 марта 2016 года 19:00 MSK | Отчёт | Рязань                       | 72 : 67  | БК Новосибирск                          | Рязанский городской дворец детского творчества, Рязань |
| 15 марта 2016 года 19:00 MSK | Отчёт | 11:17, 25:15, 20:13, 16:22   |          |                                         | Рязанский городской дворец детского творчества, Рязань |
| 15 марта 2016 года 19:00 MSK | Отчёт | Ключников (20)               | Очки     | Шкифич (14), Токарев (11), Новиков (10) | Рязанский городской дворец детского творчества, Рязань |
| 15 марта 2016 года 19:00 MSK | Отчёт | Юрчик (8), Сыроватко (8)     | Подборы  | Ионов (10), Шкифич (9), Курцевич (8)    | Рязанский городской дворец детского творчества, Рязань |
| 15 марта 2016 года 19:00 MSK | Отчёт | Ключников (3), Сыроватко (3) | Передачи | Токарев (4)                             | Рязанский городской дворец детского творчества, Рязань |

#### 23 тур
| 22 марта 2016 года 12:10MSK | Отчёт | Спартак-Приморье           | 71 : 91  | БК Новосибирск                                             | СК «Олимпиец», Владивосток |
| 22 марта 2016 года 12:10MSK | Отчёт | 18:22, 19:17, 19:24, 15:28 |          |                                                            | СК «Олимпиец», Владивосток |
| 22 марта 2016 года 12:10MSK | Отчёт | Анисимов (17)              | Очки     | Шкифич (17), Подкользин (17), Помогалов (16), Захаров (11) | СК «Олимпиец», Владивосток |
| 22 марта 2016 года 12:10MSK | Отчёт | Агапов (7)                 | Подборы  | Шкифич (12), Курцевич (7)                                  | СК «Олимпиец», Владивосток |
| 22 марта 2016 года 12:10MSK | Отчёт | Аксенов (4)                | Передачи | Токарев (6), Новиков (6)                                   | СК «Олимпиец», Владивосток |

#### 24 тур
| 25 марта 2016 года 12:10MSK | Отчёт | ПСК Сахалин                | 78 : 85  | БК Новосибирск                                           | ДС «Кристалл», Южно-Сахалинск |
| 25 марта 2016 года 12:10MSK | Отчёт | 33:19, 13:25, 19:18, 13:23 |          |                                                          | ДС «Кристалл», Южно-Сахалинск |
| 25 марта 2016 года 12:10MSK | Отчёт | Комолов (16)               | Очки     | Токарев (17), Шкифич (16), Захаров (13), Подкользин (12) | ДС «Кристалл», Южно-Сахалинск |
| 25 марта 2016 года 12:10MSK | Отчёт | 3 игрока (5)               | Подборы  | Подкользин (8), Шкифич (7)                               | ДС «Кристалл», Южно-Сахалинск |
| 25 марта 2016 года 12:10MSK | Отчёт | Поляхов (3)                | Передачи | Токарев (7)                                              | ДС «Кристалл», Южно-Сахалинск |

### Турнирная таблица
| Условные цветовые обозначения | Условные цветовые обозначения          |
| ----------------------------- | -------------------------------------- |
|                               | Команда вышла в плей-офф за 1-8 места  |
|                               | Команда вышла в плей-офф за 9-13 места |

| Место                                            | Команда           | Игры | Поб | Пор | Забито | Пропущено | +/-  | Очки |
| ------------------------------------------------ | ----------------- | ---- | --- | --- | ------ | --------- | ---- | ---- |
| 1                                                | ПСК Сахалин       | 24   | 20  | 4   | 2000   | 1733      | +267 | 44   |
| 2                                                | Новосибирск       | 24   | 18  | 6   | 1832   | 1693      | +139 | 42   |
| 3                                                | Университет-Югра  | 24   | 17  | 7   | 1926   | 1756      | +170 | 41   |
| 4                                                | БК Рязань         | 24   | 15  | 9   | 1827   | 1758      | +69  | 39   |
| 5                                                | Самара            | 24   | 15  | 9   | 1702   | 1656      | +46  | 39   |
| 6                                                | ТЕМП-СУМЗ-УГМК    | 24   | 14  | 10  | 1755   | 1688      | +67  | 38   |
| 7                                                | ПАРМА             | 24   | 14  | 10  | 1921   | 1756      | +165 | 38   |
| 8                                                | Спартак-Приморье  | 24   | 11  | 13  | 1853   | 1852      | +1   | 35   |
| 9                                                | Урал              | 24   | 9   | 15  | 1711   | 1720      | −9   | 33   |
| 10                                               | МБА               | 24   | 8   | 16  | 1790   | 1927      | −137 | 32   |
| 11                                               | Химки-Подмосковье | 24   | 6   | 18  | 1675   | 1881      | −206 | 30   |
| 12                                               | Иркут             | 24   | 6   | 18  | 1659   | 1869      | −210 | 30   |
| 13                                               | Купол-Родники     | 24   | 3   | 21  | 1718   | 2080      | −362 | 27   |
| Данные на 01.04.2016 Источник: Положение команд. |                   |      |     |     |        |           |      |      |

### Плей-офф

#### 1/4 финала
| 4 апреля 2016 года 16:00 MSK | Отчёт | БК Новосибирск             | 62 : 77  | ПАРМА        | СКК «Север», Новосибирск |
| 4 апреля 2016 года 16:00 MSK | Отчёт | 13:15, 18:18, 13:19, 18:25 |          |              | СКК «Север», Новосибирск |
| 4 апреля 2016 года 16:00 MSK | Отчёт | Захаров (16), Токарев (10) | Очки     | Ухов (15)    | СКК «Север», Новосибирск |
| 4 апреля 2016 года 16:00 MSK | Отчёт | Курцевич (12)              | Подборы  | Буланов (8)  | СКК «Север», Новосибирск |
| 4 апреля 2016 года 16:00 MSK | Отчёт | Токарев (5)                | Передачи | 4 игрока (2) | СКК «Север», Новосибирск |

| 5 апреля 2016 года 16:00 MSK | Отчёт | БК Новосибирск                          | 84 : 88  | ПАРМА        | СКК «Север», Новосибирск |
| 5 апреля 2016 года 16:00 MSK | Отчёт | 15:20, 26:27, 14:18, 29:23              |          |              | СКК «Север», Новосибирск |
| 5 апреля 2016 года 16:00 MSK | Отчёт | Захаров (24), Шкифич (19), Токарев (15) | Очки     | Бревнов (21) | СКК «Север», Новосибирск |
| 5 апреля 2016 года 16:00 MSK | Отчёт | Шкифич (16), Ионов (12)                 | Подборы  | 3 игрока (7) | СКК «Север», Новосибирск |
| 5 апреля 2016 года 16:00 MSK | Отчёт | Токарев (9)                             | Передачи | Ухов (4)     | СКК «Север», Новосибирск |

| 9 апреля 2016 года 15:30 MSK | Отчёт | ПАРМА                     | 64 : 78  | БК Новосибирск                        | СК им. В.П. Сухарёва, Пермь |
| 9 апреля 2016 года 15:30 MSK | Отчёт | 12:24, 20:18, 25:15, 7:21 |          |                                       | СК им. В.П. Сухарёва, Пермь |
| 9 апреля 2016 года 15:30 MSK | Отчёт | Жмако (16)                | Очки     | Токарев (24), Шкифич (17), Ионов (17) | СК им. В.П. Сухарёва, Пермь |
| 9 апреля 2016 года 15:30 MSK | Отчёт | Нелюбов (10)              | Подборы  | Ионов (16), Шкифич (14)               | СК им. В.П. Сухарёва, Пермь |
| 9 апреля 2016 года 15:30 MSK | Отчёт | Ухов (2), Жмако (2)       | Передачи | Токарев (5)                           | СК им. В.П. Сухарёва, Пермь |

| 10 апреля 2016 года 15:30 MSK | Отчёт | ПАРМА                      | 82 : 83  | БК Новосибирск                                      | СК им. В.П. Сухарёва, Пермь |
| 10 апреля 2016 года 15:30 MSK | Отчёт | 19:26, 20:18, 17:24, 26:15 |          |                                                     | СК им. В.П. Сухарёва, Пермь |
| 10 апреля 2016 года 15:30 MSK | Отчёт | Жмако (16)                 | Очки     | Токарев (17), Захаров (13), Ионов (11), Макеев (10) | СК им. В.П. Сухарёва, Пермь |
| 10 апреля 2016 года 15:30 MSK | Отчёт | Жмако (6)                  | Подборы  | Ионов (13), Шкифич (7)                              | СК им. В.П. Сухарёва, Пермь |
| 10 апреля 2016 года 15:30 MSK | Отчёт | Бревнов (2)                | Передачи | Токарев (3)                                         | СК им. В.П. Сухарёва, Пермь |

| 13 апреля 2016 года 16:00 MSK | Отчёт | БК Новосибирск                      | 63 : 72  | ПАРМА         | СКК «Север», Новосибирск |
| 13 апреля 2016 года 16:00 MSK | Отчёт | 17:21, 10:24, 18:9, 18:18           |          |               | СКК «Север», Новосибирск |
| 13 апреля 2016 года 16:00 MSK | Отчёт | Токарев (18), Шкифич (9), Ионов (9) | Очки     | Нелюбов (18)  | СКК «Север», Новосибирск |
| 13 апреля 2016 года 16:00 MSK | Отчёт | Ионов (10)                          | Подборы  | Дыбовский (8) | СКК «Север», Новосибирск |
| 13 апреля 2016 года 16:00 MSK | Отчёт | Шкифич (4)                          | Передачи | Бревнов (3)   | СКК «Север», Новосибирск |

#### Матчи за 5 - 8-е места
| 17 апреля 2016 года 13:00 MSK | Отчёт | Университет-Югра           | 67 : 73  | БК Новосибирск            | СОК «Энергетик», Сургут |
| 17 апреля 2016 года 13:00 MSK | Отчёт | 18:24, 13:15, 11:12, 25:22 |          |                           | СОК «Энергетик», Сургут |
| 17 апреля 2016 года 13:00 MSK | Отчёт | Лепоевич (23)              | Очки     | Шкифич (22), Токарев (17) | СОК «Энергетик», Сургут |
| 17 апреля 2016 года 13:00 MSK | Отчёт | Савенков (10)              | Подборы  | Шкифич (8), Токарев (6)   | СОК «Энергетик», Сургут |
| 17 апреля 2016 года 13:00 MSK | Отчёт | Лепоевич (4)               | Передачи | Токарев (7)               | СОК «Энергетик», Сургут |

| 20 апреля 2016 года 16:00 MSK | Отчёт | БК Новосибирск                                        | 90 : 78  | Университет-Югра | СКК «Север», Новосибирск |
| 20 апреля 2016 года 16:00 MSK | Отчёт | 25:11, 25:14, 22:23, 18:30                            |          |                  | СКК «Север», Новосибирск |
| 20 апреля 2016 года 16:00 MSK | Отчёт | Шкифич (17), Помогалов (16), Ионов (15), Новиков (14) | Очки     | Лепоевич (19)    | СКК «Север», Новосибирск |
| 20 апреля 2016 года 16:00 MSK | Отчёт | Шкифич (8)                                            | Подборы  | 3 игрока (6)     | СКК «Север», Новосибирск |
| 20 апреля 2016 года 16:00 MSK | Отчёт | Токарев (10)                                          | Передачи | Буренко (6)      | СКК «Север», Новосибирск |

#### Матч за 5-е место
| 25 апреля 2016 года 12:10MSK | Отчёт | Спартак-Приморье           | 95 : 90  | БК Новосибирск                                             | СК «Олимпиец», Владивосток |
| 25 апреля 2016 года 12:10MSK | Отчёт | 24:20, 17:27, 33:17, 21:26 |          |                                                            | СК «Олимпиец», Владивосток |
| 25 апреля 2016 года 12:10MSK | Отчёт | Трушкин (23)               | Очки     | Помогалов (24), Подкользин (16), Токарев (16), Шкифич (15) | СК «Олимпиец», Владивосток |
| 25 апреля 2016 года 12:10MSK | Отчёт | 3 игрока (7)               | Подборы  | Ионов (13), Шкифич (5)                                     | СК «Олимпиец», Владивосток |
| 25 апреля 2016 года 12:10MSK | Отчёт | Корчагин (5)               | Передачи | Токарев (5)                                                | СК «Олимпиец», Владивосток |

| 28 апреля 2016 года 17:30 MSK | Отчёт | БК Новосибирск                                            | 80 : 65  | Спартак-Приморье | СКК «Север», Новосибирск |
| 28 апреля 2016 года 17:30 MSK | Отчёт | 23:11, 15:15, 21:16, 21:23                                |          |                  | СКК «Север», Новосибирск |
| 28 апреля 2016 года 17:30 MSK | Отчёт | Новиков (16), Помогалов (14), Токарев (13), Курцевич (12) | Очки     | Анисимов (18)    | СКК «Север», Новосибирск |
| 28 апреля 2016 года 17:30 MSK | Отчёт | Курцевич (10), Подкользин (9), Ионов (8)                  | Подборы  | Трушкин (12)     | СКК «Север», Новосибирск |
| 28 апреля 2016 года 17:30 MSK | Отчёт | Токарев (7), Новиков (5)                                  | Передачи | Аксенов (5)      | СКК «Север», Новосибирск |

## Кубок России

### 2 раунд
| 2 октября 2015 года 16:30MSK | Отчёт | БК Новосибирск                                         | 110 : 59 | Енисей-2        | СКК «Север», Новосибирск |
| 2 октября 2015 года 16:30MSK | Отчёт | 30:11, 37:9, 22:17, 21:22                              |          |                 | СКК «Север», Новосибирск |
| 2 октября 2015 года 16:30MSK | Отчёт | Захаров (19), Помогалов (17), Макеев (16), Войтов (15) | Очки     | Шереметьев (11) | СКК «Север», Новосибирск |
| 2 октября 2015 года 16:30MSK | Отчёт | Ионов (10), Новиков (8)                                | Подборы  | Несторенко (6)  | СКК «Север», Новосибирск |
| 2 октября 2015 года 16:30MSK | Отчёт | Токарев (6), Новиков (5)                               | Передачи | Захаров (3)     | СКК «Север», Новосибирск |

| 3 октября 2015 года 16:30MSK | Отчёт | БК Новосибирск                              | 83 : 61  | АлтайБаскет                 | СКК «Север», Новосибирск |
| 3 октября 2015 года 16:30MSK | Отчёт | 22:8, 29:18, 19:15, 13:20                   |          |                             | СКК «Север», Новосибирск |
| 3 октября 2015 года 16:30MSK | Отчёт | Захаров (27), Новиков (13), Подкользин (10) | Очки     | Ворончихин (13)             | СКК «Север», Новосибирск |
| 3 октября 2015 года 16:30MSK | Отчёт | Ионов (14), Токарев (7), Захаров (7)        | Подборы  | Новиков (9)                 | СКК «Север», Новосибирск |
| 3 октября 2015 года 16:30MSK | Отчёт | Ионов (3)                                   | Передачи | Лысенков (4), Трушников (4) | СКК «Север», Новосибирск |

| 4 октября 2015 года 16:30MSK | Отчёт | БК Новосибирск                                         | 87 : 79  | Иркут      | СКК «Север», Новосибирск |
| 4 октября 2015 года 16:30MSK | Отчёт | 20:12, 19:26, 22:18, 26:23                             |          |            | СКК «Север», Новосибирск |
| 4 октября 2015 года 16:30MSK | Отчёт | Токарев (24), Новиков (19), Ионов (14), Болотских (12) | Очки     | Кашин (22) | СКК «Север», Новосибирск |
| 4 октября 2015 года 16:30MSK | Отчёт | Ионов (17), Болотских (8), Токарев (8)                 | Подборы  | Кашин (7)  | СКК «Север», Новосибирск |
| 4 октября 2015 года 16:30MSK | Отчёт | Токарев (5), Новиков (3)                               | Передачи | Кашин (6)  | СКК «Север», Новосибирск |

| Место | Команда                    | Игры | Поб | Пор | Забито | Пропущено | +/-  | Очки |
| ----- | -------------------------- | ---- | --- | --- | ------ | --------- | ---- | ---- |
| 1     | Новосибирск                | 3    | 3   | 0   | 280    | 199       | +81  | 6    |
| 2     | АлтайБаскет Барнаул        | 3    | 2   | 1   | 226    | 204       | +22  | 5    |
| 3     | Иркут Иркутск              | 3    | 1   | 2   | 247    | 223       | +24  | 4    |
| 4     | Енисей-2 Красноярский край | 3    | 0   | 3   | 176    | 303       | −127 | 3    |

### 1/8 финала
| 27 октября 2015 года 12:00MSK | Отчёт | Спартак                        | 62 : 80  | БК Новосибирск                                | СКК «Север», Новосибирск |
| 27 октября 2015 года 12:00MSK | Отчёт | 18:9, 25:26, 8:26, 11:19       |          |                                               | СКК «Север», Новосибирск |
| 27 октября 2015 года 12:00MSK | Отчёт | Писарчук (12)                  | Очки     | Захаров (26), Помогалов (13), Подкользин (12) | СКК «Север», Новосибирск |
| 27 октября 2015 года 12:00MSK | Отчёт | Фещенко (8), Антониковский (8) | Подборы  | Ионов (10), Захаров (7), Подкользин (7)       | СКК «Север», Новосибирск |
| 27 октября 2015 года 12:00MSK | Отчёт | Туманов (4)                    | Передачи | Ионов (6)                                     | СКК «Север», Новосибирск |

| 28 октября 2015 года 11:00MSK | Отчёт | БК Новосибирск                                          | 89 : 90  | Спартак                   | СКК «Север», Новосибирск |
| 28 октября 2015 года 11:00MSK | Отчёт | 26:21, 19:24, 26:24, 18:21                              |          |                           | СКК «Север», Новосибирск |
| 28 октября 2015 года 11:00MSK | Отчёт | Новиков (21), Ионов (21), Захаров (15), Подкользин (15) | Очки     | Матвеев (15)              | СКК «Север», Новосибирск |
| 28 октября 2015 года 11:00MSK | Отчёт | Ионов (11), Шатохин (6)                                 | Подборы  | Писарчук (6), Туманов (6) | СКК «Север», Новосибирск |
| 28 октября 2015 года 11:00MSK | Отчёт | Новиков (7)                                             | Передачи | 3 игрока (4)              | СКК «Север», Новосибирск |

### 1/4 финала
| 8 января 2016 года 15:30MSK | Отчёт | ПАРМА                      | 76 : 65  | БК Новосибирск                            | СК им. В.П. Сухарева, Пермь |
| 8 января 2016 года 15:30MSK | Отчёт | 16:18, 16:16, 26:11, 18:20 |          |                                           | СК им. В.П. Сухарева, Пермь |
| 8 января 2016 года 15:30MSK | Отчёт | Ухов (14), Винник (14)     | Очки     | Захаров (13), Токарев (12), Ионов (10)    | СК им. В.П. Сухарева, Пермь |
| 8 января 2016 года 15:30MSK | Отчёт | Нелюбов (9)                | Подборы  | Ионов (11), Курцевич (10), Подкользин (9) | СК им. В.П. Сухарева, Пермь |
| 8 января 2016 года 15:30MSK | Отчёт | Чернов (4)                 | Передачи | Токарев (3)                               | СК им. В.П. Сухарева, Пермь |

| 23 января 2016 года 14:00MSK | Отчёт | БК Новосибирск                                      | 73 : 81  | ПАРМА                     | СКК «Север», Новосибирск |
| 23 января 2016 года 14:00MSK | Отчёт | 14:19, 20:21, 19:20, 20:21                          |          |                           | СКК «Север», Новосибирск |
| 23 января 2016 года 14:00MSK | Отчёт | Макеев (15), Токарев (12), Новиков (12), Ионов (10) | Очки     | Чернов (15)               | СКК «Север», Новосибирск |
| 23 января 2016 года 14:00MSK | Отчёт | Ионов (9), Подкользин (7)                           | Подборы  | Дыбовский (11)            | СКК «Север», Новосибирск |
| 23 января 2016 года 14:00MSK | Отчёт | Токарев (4), Новиков (4)                            | Передачи | Чернов (4), Дыбовский (4) | СКК «Север», Новосибирск |

## Состав
| №  | Имя                  | Поз       | И  | Оч         | Перед     | Подб      | Примечание        |
| -- | -------------------- | --------- | -- | ---------- | --------- | --------- | ----------------- |
| 7  | Константин Помогалов | Форвард   | 32 | 176 (5,5)  | 69 (2,2)  | 14 (0,4)  |                   |
| 8  | Иван Косулин         | Форвард   | 1  |            |           |           | пришёл 01.02.2016 |
| 9  | Сергей Токарев       | Форвард   | 33 | 450 (13,6) | 114 (3,5) | 149 (4,5) |                   |
| 10 | Дмитрий Макеев       | Защитник  | 31 | 164 (5,3)  | 54 (1,7)  | 22 (0,7)  |                   |
| 11 | Игорь Новиков        | Форвард   | 33 | 251 (7,6)  | 97 (2,9)  | 94 (2,8)  |                   |
| 12 | Сергей Болотских     | Центровой | 12 | 35 (2,9)   | 41 (3,4)  | 1 (0,1)   | ушёл 01.01.2016   |
| 13 | Артем Степанцов      | Форвард   | 2  |            |           |           |                   |
| 14 | Юре Шкифич           | Защитник  | 32 | 486 (15,2) | 276 (8,6) | 64 (2,0)  |                   |
| 15 | Евгений Шатохин      | Форвард   | 28 | 50 (1,8)   | 35 (1,3)  | 8 (0,3)   |                   |
| 20 | Максим Войтов        | Центровой | 9  | 8 (0,9)    | 6 (0,7)   | 1 (0,1)   |                   |
| 21 | Максим Захаров       | Форвард   | 28 | 369 (13,2) | 99 (3,5)  | 28 (1,0)  |                   |
| 23 | Павел Подкользин     | Центровой | 23 | 203 (8,8)  | 107 (4,7) | 5 (0,2)   |                   |
| 27 | Виталий Ионов        | Форвард   | 28 | 173 (6,2)  | 166 (5,9) | 16 (0,6)  |                   |
| 47 | Алексей Курцевич     | Форвард   | 21 | 170 (8,1)  | 140 (6,7) | 14 (0,7)  | пришёл 01.01.2016 |

Генеральный директор клуба — Сергей Бабков
Главный тренер — Владимир Певнев
Тренер — Виктор Кухаренко, Олег Буланцев, Андрей Ендропов